# バイカーボーイズ
『バイカーボーイズ』（原題：Biker boyz）は、アメリカ合衆国の映画作品。この映画はバイクのドラッグレースのチームを題材としている。

## キャスト
※括弧内は日本語吹替
- スモーク - ローレンス・フィッシュバーン（宝亀克寿）
- キッド - デレク・ルーク（桐本琢也）
- ティナ - ミーガン・グッド（安藤麻吹）
- アニータ - ヴァネッサ・ベル・キャロウェイ（野沢由香里）
- ソウル・トレイン - オーランド・ジョーンズ（青山穣）
- マザーランド - ジャイモン・フンスー（斎藤志郎）
- クイーン - リサ・ボネット（斎藤恵理）
- ドッグ - キッド・ロック（中多和宏）
- ウッド - ラレンズ・テイト（落合弘治）
- スタントマン - ブレンダン・フェア（村治学）
- プリモ - リック・ゴンザレス（檀臣幸）
- ドニー - タイソン・ベックフォード（竹田雅則）
- TJ - カディーム・ハーディソン（後藤哲夫）
- アリソン - ナディーン・A・ベラスケス
- フィリー - ダンテ・バスコ
- フリップ - ディオン・バスコ
- マックス - タイタス・ウェリヴァー
- ジェローム - キース・ダイアモンド（古田信幸）
- チューチュー - テレンス・ダッショオン・ハワード
- スリック・ウィル - エリク・ラ・サル（クレジットなし）（立木文彦）